# سیتوکروم ب
سیتوکروم ب پروتئینی است که در میتوکندری سلول‌های یوکاریوتی یافت می‌شود و به عنوان بخشی از زنجیره انتقال الکترون عمل می‌کند ]این پروتئین زیرواحد اصلی کمپلکس‌های سیتوکروم bc1 و b6f است.

## عملکرد
در میتوکندری یوکاریوت‌ها و در پروکاریوت‌های هوازی، سیتوکروم ب جزء مجموعه زنجیره تنفسی III است (عدد گروه آنزیم 1.10.2.2) - همچنین به عنوان کمپلکس bc1 یا ubiquinol-cytochrome c ردوکتاز شناخته می‌شود.
این کمپلکس‌ها در انتقال الکترون و پمپاژ پروتون‌ها برای ایجاد نیروی محرکه پروتون (PMF) نقش دارند. این گرادیان پروتون برای تولید آدنوزین تری‌فسفات استفاده می‌شود. این کمپلکس‌ها نقش حیاتی در سلول‌ها دارند.

## ساختار
سیتوکروم ب/ب6 یک پروتئین غشایی یکپارچه از تقریباً ۴۰۰ اسید آمینه است که احتمالاً دارای ۸ بخش گذرنده است. در گیاهان و سیانوباکتری‌ها، سیتوکروم ب۶ از دو زیرواحد پروتئینی تشکیل شده‌است که توسط ژن‌های petB و petD کدگذاری می‌شوند. سیتوکروم ب/ب۶ به صورت غیر کووالانسی دو گروه هم را به نام‌های b562 و b566 متصل می‌کند. چهار باقی مانده هیستیدین حفظ شده به عنوان لیگاندهای اتم‌های آهن این دو گروه هِم فرض می‌شوند.

## استفاده در فیلوژنتیک
سیتوکروم ب به دلیل تنوع توالی آن معمولاً به عنوان ناحیه ای از DNA میتوکندریایی برای تعیین روابط فیلوژنتیکی بین ارگانیسم‌ها استفاده می‌شود و در تعیین روابط درون خانواده‌ها و جنس‌ها بیشترین کاربرد را دارد. مطالعات تطبیقی مربوط به سیتوکروم ب منجر به طرح‌های طبقه‌بندی جدید شده‌است و برای اختصاص گونه‌های جدید توصیف‌شده به یک جنس و همچنین برای تعمیق درک روابط تکاملی استفاده شده‌است.

## اهمیت بالینی
جهش در سیتوکروم ب در درجه اول منجر به عدم تحمل ورزش در بیماران انسانی می‌شود. اگرچه در موارد نادرتر، آسیب‌شناسی شدید چند سیستمی نیز گزارش شده‌است.
جهش‌های تک نقطه ای در سیتوکروم ب پلاسمودیوم فالسیپاروم و P. berghei با مقاومت به داروی ضد مالاریا اتواکون همراه است.

## ژن‌های انسانی
ژن‌های انسانی که پروتئین‌های سیتوکروم ب را کد می‌کنند عبارتند از:
- CYB5A - سیتوکروم ب۵ نوع A (میکروسومی)
- CYB5B - سیتوکروم ب۵ نوع B (غشاء خارجی میتوکندری)
- CYBASC3 - سیتوکروم ب، وابسته به آسکوربات ۳
- MT-CYB - سیتوکروم ب کدگذاری شده توسط میتوکندری